# Ildebrando Vivanti
Ildebrando Vivanti (Brescia, 24 ottobre 1924 – Cuneo, 23 aprile 1944) è stato un partigiano italiano.
Medaglia d'oro al valor militare alla memoria.

## Biografia
Figlio di Giorgio Vivanti, tipografo bresciano di origini ebraiche trasferitosi a Cuneo per lavoro, venne espulso per motivi razziali dalla scuola che stava frequentando con profitto, l'Istituto per Ragionieri "F.A. Bonelli". Continuò gli studi privatamente, sostenuto da una compagna di scuola, Elsa Perona, ma soprattutto da un paio di insegnanti del suo Istituto, tra cui Antonio Meo, che misero a repentaglio la propria carriera scolastica facendo esplicita richiesta al Provveditore agli Studi di Cuneo di poter somministrare ripetizioni private al giovane "israelita", come testimonia la documentazione giacente nell'archivio dell'Istituto Bonelli. Diplomatosi brillantemente, nei giorni successivi all'armistizio dell'8 settembre salì a Madonna del Colletto, sopra Valdieri, insieme ad altre persone, tra cui Duccio Galimberti, Dante Livio Bianco e i fratelli Enzo e Riccardo Cavaglion, dove prese vita il nucleo originario delle formazioni partigiane Giustizia e Libertà, la banda "Italia libera"). Cadde, combattendo eroicamente, otto mesi dopo.
Porta il nome di Ildebrando Vivanti una strada di Roma. Anche a Brescia, in località Mompiano, vi è una via dedicata ad Ildebrando Vivanti.